# Тарасов, Александр Павлович
Алекса́ндр Па́влович Тара́сов (30 сентября 1904, Иркутск — 18 мая 1958, Москва) — советский военачальник, генерал-полковник (17.03.1954).

## Биография
Родился в городе Иркутск.  Русский.

### Гражданская война
8 августа 1920 года добровольно вступил в РККА в городе Иркутск и зачислен красноармейцем в отдельный конский запас губернского военкомата. С мая 1921 года был центрифугщиком в банно-прачечном отряде 5-й армии.

### Межвоенный период
В августе 1922 года  Тарасов был направлен на военно-политические курсы 5-й армии, после их окончания с мая 1923 года проходил службу политруком роты в 106-м и 107-м стрелковых полках в городе Чита. В октябре переведён в город Белёв на должность политрука роты 250-го стрелкового полка. В 1924 году вступил в ВКП(б). С августа 1925 по сентябрь 1927 года находился на учёбе в Военно-политической школе в Москве и Новочеркасске. После окончания назначен в 27-й отдельный территориальный стрелковый батальон в город Борисоглебск, где занимал должности политрука роты, врид начальника и политрука батальонной школы младшего начсостава. С января 1930 года был командиром и политруком роты 241-го стрелкового полка в городе Калуга. В октябре командирован на курсы «Выстрел», после возвращения в полк с мая 1931 года занимал должности начальника и политрука школы младшего начсостава, начальника штаба полка.
С марта по июнь 1934 года проходил подготовку на академических курсах технического усовершенствования комсостава при Военной академии механизации и моторизации РККА им. И. В. Сталина, затем командовал танковым и учебным батальонами в 19-й механизированной бригаде ЛВО в г. Детское Село. С ноября 1937 года временно исполнял должность начальника штаба и пом. командира этой бригады. В июне 1938 года майор Тарасов был назначен начальником 1-го отделения Управления автобронетанковых войск ЛВО. Через год в июне 1939 года зачислен слушателем Военной академии РККА им. М. В. Фрунзе.

### Великая Отечественная война
В начале  войны  Тарасов окончил академию 22 июля 1941 года и был направлен в распоряжение Военного совета Северо-Западного фронта. По прибытии назначен командиром 759-го стрелкового полка 163-й стрелковой дивизии, которая в это время в составе 34-й армии вела бои на демянском направлении. В первых числах сентября полк вёл упорные бои за деревни Крутики и Хилково Калининской области. В бою под Крутики  Тарасов был ранен и контужен, но остался в строю. В декабре 1941 года он был командирован в Сибирский военный округ и вступил в командование находившейся на формировании 137-й отдельной стрелковой бригадой. В феврале 1942 года убыл с бригадой на Волховский фронт и участвовал с ней в Любанской наступательной операции. В июне был назначен командиром 305-й стрелковой дивизии, входившей в состав 52-й армии.
Однако в должность вступить не смог, так как её части в это время вели бои в окружении в районе Мясного Бора. Прибыв на участок 59-й армии, подполковник  Тарасов был допущен к командованию 165-й стрелковой дивизией, которая вела тяжёлые бои по деблокаде окружённых войск 2-й ударной армии. После неудачных 10-15 дневных боёв он был снят с должности и направлен в резерв Волховского фронта.

Памятник генералу Александру Тарасову на Новодевичьем кладбище Москвы

 4 июля 1942 года назначен заместителем начальника оперативного отдела штаба фронта. С сентября исполнял должность заместителя командира 4-го гвардейского стрелкового корпуса. В первых же боях он был ранен в голову и больше месяца находился в госпитале, после излечения вновь назначен заместителем начальника оперативного отдела штаба фронта. Участвовал в разработке планов операций фронта на новгородском и синявинско-мгинском направлениях. Во время поездки в Москву с докладом плана Новгородской операции полковник  Тарасов был контужен и около месяца находился в госпитале. После выздоровления в сентябре 1943 года был назначен заместителем начальника штаба, он же начальник оперативного отдела штаба Южного (с 20 октября 1943 г. — 4-го Украинского) фронта. С марта 1944 года исполнял должность начальника Оперативного управления штаба 4-го Украинского фронта. Участвовал в разработке и проведении Мелитопольской наступательной операции, операций по освобождению Правобережной Украины, Никопольско-Криворожской и Крымской наступательных операций. С переводом командующего войсками фронта маршала Советского Союза Ф. И. Толбухина и начальника штаба генерал-полковника С. С. Бирюзова на 3-й Украинский фронт в мае 1944 года вместе с ними убыл на ту же должность и генерал-майор Тарасов. В составе этого фронта воевал до конца войны. Участвовал в планировании Ясско-Кишиневской, Белградской, Будапештской наступательных, Балатонской оборонительной, Венской наступательной операций.

### Послевоенное время
После войны генерал-лейтенант  Тарасов был начальником Оперативного управления, он же зам. начальника штаба ЮГВ. В январе 1947 года переведён на ту же должность в ЗакВО, с августа 1949 года исполнял должность начальника штаба — зам. командующего войсками округа, был депутатом Верховного Совета Грузинской ССР. В июне 1953 года назначен начальником штаба ГСВГ. С апреля 1956 года генерал-полковник  Тарасов состоял в распоряжении МО СССР, затем с августа занимал должность 1-го зам. командующего войсками ОдВО. С февраля 1958 года был представителем командования Объединенных Вооруженных сил в Войске польском.
Умер 18 мая 1958 года, похоронен в Москве на Новодевичьем кладбище 5 участок, 21 ряд, место 6.

## Награды
- орден Ленина (1945[3])
- три ордена Красного Знамени ( 20.02.1943, 03.11.1944[3], 1950[3])
- орден Кутузова I степени ( 28.04.1945)
- орден Суворова II степени (11.05.1944)
- орден Кутузова II степени (13.09.1944)
- орден Богдана Хмельницкого II степени (19.03.1944)
- два ордена Отечественной войны I степени (19.05.1943, 03.11.1944)
- медали в том числе:
  - «XX лет Рабоче-Крестьянской Красной Армии» (1938)
  - «За оборону Ленинграда» (02.07.1943)
  - «За Победу над Германией в Великой Отечественной войне 1941—1945 гг.» (1945)
  - «За взятие Будапешта» (1945)
  - «За взятие Вены» (1945)
  - «За освобождение Белграда» (1945)

Иностранные награды
- Иностранный орден